# Barrett XM109
Le Barrett XM109 est un prototype de fusil anti-matériel, chambré en 25 × 59 mm et développé par la Barrett Firearms Manufacturing. Il a été conçu pour répondre à une demande de 1994. Il est capable de neutraliser les blindages légers et équipements jusqu'à 2 km (1.2 mi).

## Histoire
Des prototypes du XM109 ont été conçus depuis la fin des années 1990 et des études sur l'efficacité de l'arme ont été publiées en 2002.  L'existence de 10 prototypes était avérée en 2004, et les XM109 et XM500 ont été intégrés dans un programme du Congrès américain sur les fusils anti-matériel en 2006. L'état actuel de développement du XM109 n'est pas particulièrement clair, sans nouvelles ni d'annulation ni d'adoption potentielle. 
Le XM109, à l'origine connu sous le nom d' "Objective Sniper Weapon" (OSW) et maintenant appelé "Anti-Materiel Payload Rifle" (AMPR), est un fusil anti-matériel semi-automatique, conçu principalement pour l'engagement de véhicules blindés légers (transports de troupes, pick-ups...). La conception utilise le receveur inférieur d'un M82 ou M107, mais avec un nouveau receveur supérieur chambré en 25 mm. Le receveur supérieur des fusils M82 peut être remplacé par un récepteur supérieur XM109 pour former un fusil XM109 entièrement fonctionnel.  

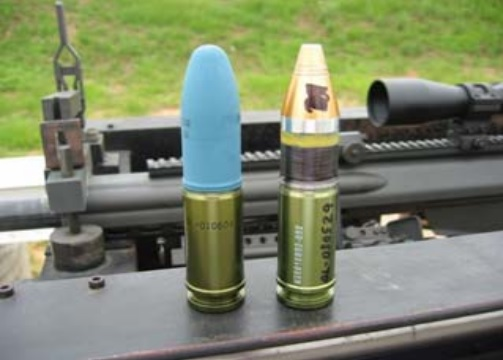
Munitions de 25 mm pour le XM109: XM1050 TP et XM1049 HEDP

La munition de 25 × 59 mm utilisée dans le XM109 est la même que celle développée à l'origine pour le XM307 (projet annulé), issue du programme Objective Crew Served Weapon (OCSW / ACSW). Comme avec le XM307, le XM109 peut être reconfiguré en .50 BMG, dans le cas du XM109, cela se fait en échangeant le receveur supérieur de 25 mm contre un supérieur standard M82 / M107. 
Le XM109 offre une plus grande portée et une longueur hors tout plus courte que les précédents systèmes M82 / M107, ainsi qu'une puissance plus élevée grâce à sa munition de 25 × 59 de mm en lieu et place de la munition .50 BMG. Cependant, le tir d'un projectile aussi lourd dans un canon aussi court entraîne un recul trop élevé en raison de la limitation des effets du frein de bouche de l'arme, avec une force de recul quasi doublée vis-à-vis du M107. En 2004, l'un des objectifs du projet était de réduire le recul de l'arme.

## Autres caractéristiques
- Rail optique M1913
- Ordinateur balistique BORS
- Prise monopode
- Système de frein de bouche ou de frein amovible à double chambre
- Bipied détachable et poignée de transport

## Voir également